# Полезные ископаемые Франции
Полезные ископаемые Франции
Недра Франции богаты разнообразными полезными ископаемыми. Среди стран Западной Европы Франция занимает ведущее место по запасам урана, железной руды, лития, ниобия, тантала. Разведаны значительные запасы бокситов, золота, олова, флюорита, барита, талька и др. (Табл. 1).

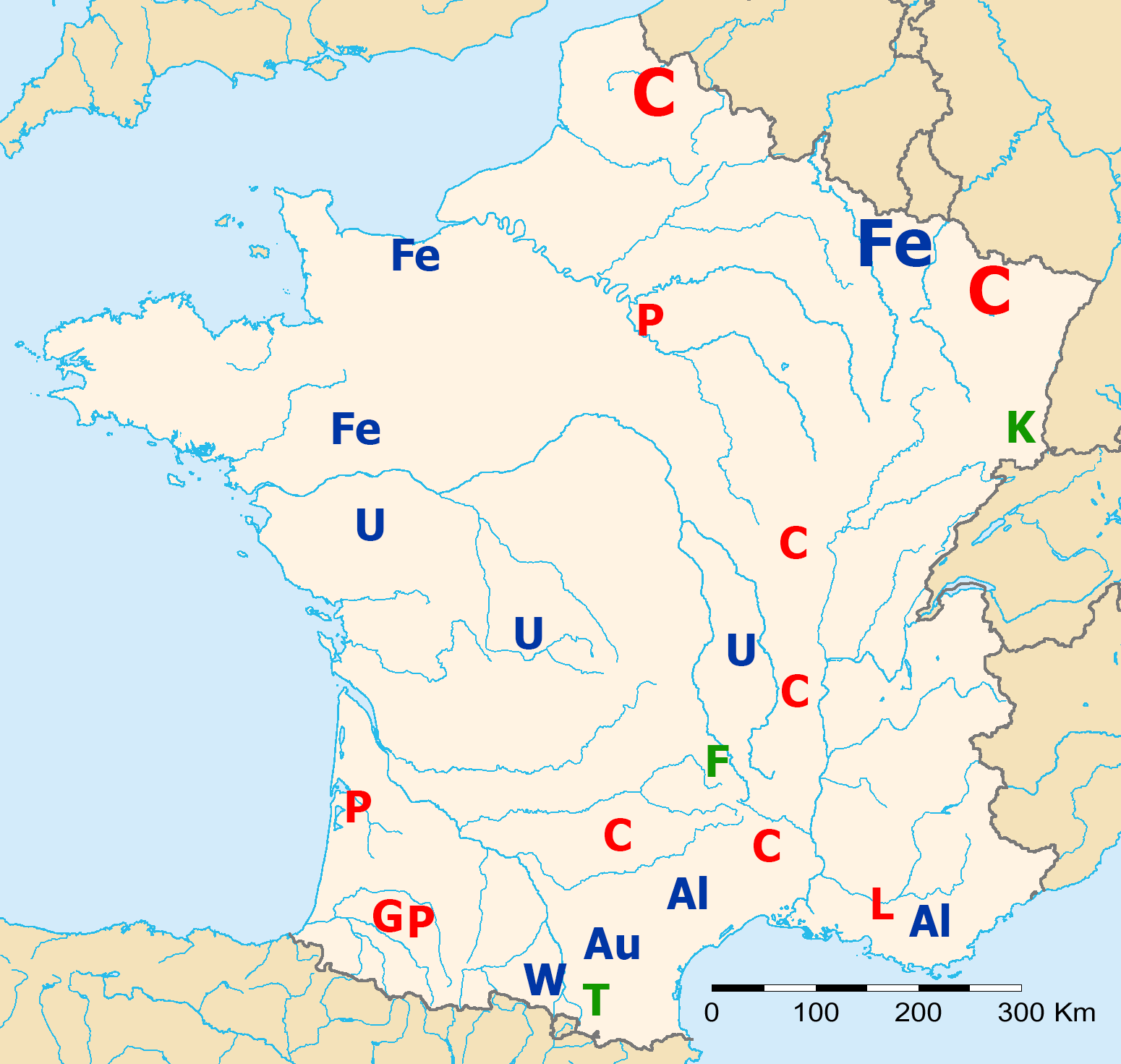
Полезные ископаемые Франции. Al — алюминиевые руды (бокситы), Fe — железные руды, W — вольфрам, Au — золото, U — уран. C — каменный уголь, L — бурый уголь (лигнит), G — природный газ, P — нефть. F — флюорит, K — калийная соль, T — тальк.

## Основные полезные ископаемые Франции состоянию на 1998-99 гг
| Полезные ископаемые                     | Запасы         | Запасы | Содержание полезного компонента в рудах, % | Доля в мире, % |
| Полезные ископаемые                     | Подтверждённые | Общие  | Содержание полезного компонента в рудах, % | Доля в мире, % |
| Боксит, млн т                           | 13             | 53     | 53 (Al2O3)                                 |                |
| Барит, тыс. т                           | 2000           | 2500   | 35 — 65 (BaSO4)                            | 0,6            |
| Вольфрам, тыс. т                        | 20             | 20     | 0,9 (WO3)                                  | 0,8            |
| Железные руды, млн т                    | 2200           | 2200   | 41 (Fe)                                    | 1,3            |
| Золото, т                               | 44             | 67     | 7,3 г/т                                    | 0,1            |
| Калийные соли в пересчёте на К2О, млн т | 9              | 30     | 15 (К2О)                                   | 0,1            |
| Медь, тыс. т                            | 165            | 910    | 1,41 (Cu)                                  |                |
| Нефть, млн т                            | 14,7           |        |                                            |                |
| Пентоксид ниобия, тыс. т                |                | 15,5   | 0,02 (Nb2O5)                               |                |
| Олово, тыс. т                           | 65             | 65     | 0,13                                       |                |
| Плавиковый шпат, млн т                  | 10             | 14     | 45 (CaF2)                                  | 5,3            |
| Природный газ, млрд м³                  | 21             |        |                                            |                |
| Свинец, тыс. т                          | 320            | 700    | 2,2 (Pb)                                   | 0,3            |
| Свинец, т                               | 2000           | 4000   | 110 г/т                                    | 0,4            |
| Пентоксид тантала, т                    | 11500          | 12500  | 0,01 (Та2O5)                               | 15             |
| Уголь, млн т                            | 258            | 1336   |                                            |                |
| Фосфориты, млн т                        | 0,3            | 7,5    | 6 (Р2О5)                                   | 0,01           |
| Цинк, тыс. т                            | 900            | 1200   | 5,6 (Zn)                                   | 0,3            |
| Уран, тыс. т                            | 13,46          | 14,67  | 0,21                                       | 0,5            |

## Отдельные виды полезных ископаемых
Нефть и газ. Месторождения нефти и газа сконцентрированы в 4-х нефтегазоносных бассейнах: Аквитанском, Англо-Парижском, Рейнском и Ронском общей площадью около 500 тыс. км². Все бассейны приурочены к прогибам различного генезиса Зап.-Европейской эпигерцинской платформы. Продуктивными являются песчаники и известняки триаса, юры, мела, палеогена. Крупнейшее в стране газовое месторождение — Лак (запасы 250 млрд м³) в Аквитанском бассейне. Большое нефтяное месторождение — Парантис (Аквитанский бассейн, запасы 20 млн т). Значительное месторождение Англо-Парижского бассейна — Шонуа (8,5 млн т). В акватории северо-восточной части Атлантического океана известно 2 потенциальных нефтегазоносных бассейна — Уэстерн-Эпроуч и Армориканский.
Уголь. Месторождения каменного угля связаны с каменноугольными и нижне-пермскими массами передовых и межгорных прогибов, которые образовались в судетской и астурийской фазах герцинского тектогенеза. Основная промышленная угленосность приурочена к Вестфальскому ярусу, в меньшей степени — к Стефанскому. Месторожд. намюрского и раннепермского возраста имеют ограниченное практическое значение. Длиннопламенный и газовый уголь составляет 51 % общих запасов каменного угля, жирный уголь — 38 %. Основная часть запасов каменного угля сосредоточена в Лотарингском бассейне (Саарско-Лотарингский бассейн), в бассейне Нор-Па-де-Кале, а также в многочисленных мелких месторождениях Центрального Французского массива. Месторождения бурого угля связаны с отложениями верх. мела и кайнозоя чехла эпигерцинской платформы и сосредоточены на юге страны в пределах Ландского и Прованского бассейнов.
Уран. Во Франции разведано около 30 урановых месторождений с ресурсами 23,76 тыс. тонн урана, которые сосредоточены в зоне герцинских поднятий. Большая часть (около 60 %) запасов и ресурсов заключена в гидротермальных месторождениях жильных и прожилково-вкраплённых руд в районах Лимузен (около 50 % подтверждённых запасов), Морван, Форе-Мадлен в Центральном Французском массиве и в районе Вандея в Армориканском массиве.
Железо. Месторождения железняка во Франции представлены разнообразными типами. Крупнейший железорудный район Франции — Лотарингский железорудный бассейн на востоке страны. Большое экономическое значение имеют месторождения западного района. На месторождении Сумон (департамент Кальвадос) разведаны пластовые оолитовые хлорит-карбонатные руды (Fe 36-46 %). Южнее выявлены более мелкие месторождения Руже (департамент Атлантическая Луара) и Сегре (департамент Мен и Луара) с содержанием Fe 33-48 %. Небольшие линзовые и штоковые залежи высококачественных сидерит-гематитовых руд (Fe 50 %) разведаны на месторождении Батерей в Пиренеях.
Алюминиевые руды. представлены бокситами, крупные залежи которых образуют месторождения Средиземноморской бокситоносной провинции. Месторождения приурочены к карбонатным толщам мела и юры. Основные месторождения сосредоточены в рудном районе Вар одноимённого департамента (Бриньоль, Тофоне, Сен-Жюльен, Пегро), а также в департаментах Эро (Бедарье, Вильверак, Ла-Рукет), Буш-дю-Рон (Ле-Бо), Арьеж. Месторожд. карсто-линзового типа, осадочные.
Вольфрам. Среди месторожд. вольфрамовых руд основное промышленное значение имеют скарновые шеелитовые руды месторожд. Сало в департаменте Арьеж. Здесь обнаружено несколько рудных залежей с содержанием WO3 1,2-1,8 % и значительными концентрациями Cu, Au, Ag. Рудные зоны штокверкового типа залегают в гранитах, имеют длину простирания до 280 м, мощность до 50 м. Месторожд. шеелитовых руд (WO3 0,6-1,4 %) разведаны в департаментах Вар (Фавьер), Тарн (Монредон), Верхняя Вьенна и др. В рамках Центрального Французского массива известны гидротермальные жильные кварц-вольфрамитовые месторождения Ангьялис и Лекана. Мощность жил 0,3-1,6 м, содержание WO3 0,1-1,5 %. В рамках Армориканского массива открыты месторождения новых для Франции типов: Mo-W-Cu (Бовен) и Mo-W-Pb-Cu (Ла-Руссельер).
Золото. Основные запасы золотых руд связаны с рудным полем Салсинь в департаменте Од, в центре золотоносного района площадью около 200 км 2. Месторождения жильные, мощностью до 3 м и пластовые мощностью до 7 м. Полиметаллические руды, кроме Au (7-20 г / т), содержащие Ag, Cu, Bi, S и As. Значительная часть запасов Au заключена в рудах месторождения Бурнекс в департаменте Верхняя Вьенна. Месторождения золота известны также в районах Анжу и Лимузен, вдоль границы Севенн, золоторудные тела обнаружены в районе Лекюра и Сент-Ирье (Верхняя Вьенна).
Медь. Запасы медных руд связаны главным образом с герцинскими и альпийскими месторождениями колчеданно-полиметаллических руд. Месторожд. мелкие, но составлены сравнительно богатыми рудами, представлены пласто-и линзовиднимы залежами сульфидных руд в осадочно-вулканогенных и терригенных породах. Крупнейшие месторождения Pb-Zn-Cu руд выявлены в провинции Бретань. Большие запасы имеются на месторождении Боденнек в департаменте Финистер (Pb 2,65 %, Zn 4,3 %, Cu 1,6 %, Ag 83 г / т). Месторождения подобного типа Порт-о-Муан разведано в департаменте Кот-дю-Нор. Условия залегания руд сложны, руды труднообогатимы. В рамках Армориканского массива также разведанные месторождения Cu-Pb-Zn руд: Скриньяк, Сен-Туа и др. Месторождения комплексных Cu-Pb-Zn руд известны в департаментах Сарт (РУЭ), Аверон (Шесси), Pb-Zn-Cu-Ag руд — в районе Морван.
Олово. Во Франции с древних времён известны многочисленные месторождения оловянных руд. По масштабу они средние и мелкие, сосредоточены в пределах Армориканского и Центрального Французского массивов. Оловянные руды часто комплексные, содержащие W, Mb, Та, Li. В Армориканском массиве известны месторождения с содержанием Sn 0,1-0,2 %, они принадлежат к касситерит-кварцевому (Аббарес, Монбелльо), касситерит-силикатному (Сен-Ренан) и касситерит-грейзеновому типам. В Бретани открыты оловоносные россыпи, связанные с третичными корами выветривания. Мощность песков 4-5 м, содержание касситерита 0,5-0,6 кг / м³. В Центр. массиве находятся крупнейшие месторождения пегматитового (Монтебрас) и касситерит-сульфидного Cu-Sn (Шарье) типов. Наибольшее промышленное значение имеют руды (50 млн т) месторождения Эшасьер (деп. Алье), приуроченные к грейзеновому куполу гранитов Бовуар. Руды в среднем содержат (%): Sn 0,13, Li2O 0,71, Nb2O5 0,22, Ta2O5 0,023.
Редкие металлы. Все запасы руд редких металлов разведаны на месторождения Эшасьер. Месторождение лепидолит-микроклин-альбитового типа с танталит-колумбитом, касситеритом и амблигонитом. В рамках Центрального массива развиты литиевые пегматиты в департаментах Крёз и Верхняя Вьенна, ниобий-танталовые пегматиты в департаментах Сона и Луара, танталовые россыпи в деп. Верхняя Вьенна.
Полиметаллы. Полиметаллические руды (главным образом цинковые), характерные для западных и южных окрестностей Севенн, разведаны на месторожд. Ноайяк-Сен-Сальве в департаментах Тарн и Вьель-Монтань. Осн. рудный минерал — сфалерит. Сред. содержание в рудах Zn 10,5 %, Ag 85 г / т. Запасы свинцовых руд заключены преимущественно в стратиформных полиметаллических месторождений эпиплатформенного типа, сосредоточенных в окрестностях Центр. массива. Осн. промышленное значение имеют месторождения Ле-Малин (деп. Гар), Ларжантьер (департамент Ардеш), Гарденье (департамент Кот-дю-Нор). Основные рудные минералы: серебросодержащий галенит, сфаленит, пирит. Известны также жильные Fe-Ba-Pb-Zn месторождения, составленные флюорит-карбонат-сульфидными, карбонат-полиметаллических и Pb-Zn-баритовых жилами.
Серебро. Запасы серебряных руд незначительны. Собственно серебряные месторождения отсутствуют. Основное промышленное значение имеют комплексные месторождения колчеданно-полиметаллических и медно-колчедановых руд. В департаменте Крёз разведано стратиформное месторождение Фарж Pb-АG-Ва руд. Рудные минералы: аргентит, электрум, гесит, сильванит, фрейбергит и самородное серебро. Содержание Ag в рудах 15-30 г / т. В стратиформных Pb-Zn месторожд. серебро присутствует в галените. Содержание Ag в рудах 10-150 г / т.
Сурьма. Запасы стибиевих руд связаны с жильными месторождениями золото-сурьма-кварцевого типа, сосредоточенными в Армориканском массиве и южной части Центрального массива. Новые месторождения сурьмы открыты в районах Роноан (департамент Финистер), Куафри (департамент Иль и Виле), а также на о. Корсика.
Барит. Осн. месторожд. барита преимущественно стратиформного типа с содержанием BaSO4 50-97 % расположены в пределах Центр. Французского массива. В жилах месторождений, заполненных в основном баритом и флюоритом, установлены повышенные концентрации редкоземельных элементов. 
Соли. Месторождение калийных солей сосредоточены в департаменте Верхний Рейн. Производительные соленосные отложения третичного возраста залегают в Эльзасском соленосном бассейне. Среднее содержание К2О 19 %.
Значительные запасы каменной соли обнаружены в Лотарингии. Крупнейшие месторождения: Варанжвиль (департамент Мьорт и Мозель), Вовер (департамент Буш-дю-Рон), Юркюи, Дакс (деп. Ланди) и др. Высокие концентрации поваренной соли установлены в мор. водах средиземноморья, особенно в деп. Буш-дю-Рон.
Сера. Месторождения серы (с низким качеством руд) сосредоточены в Лангедоке и Провансе. Большое месторождение Мальвези, открытое в 1892 и разведанное в 1942, представлено тонко-рассеянной вкрапленистой серой в глинах верх. олигоцена, известняках и гипсе. Содержание S 8-10 %. Запасы серы имеются на месторождениях Лак и Пон-д’Ас-Мейон, природный газ которых содержит до 15 % H2.
Флюорит. Франция занимает шестое место в мире (после Китая, Мексики, ЮАР, Монголии и России) по общим запасам флюорита (4,4 %) и 6-е место по подтверждённым запасам. Запасы флюорита сосредоточены на месторождениях жильных руд средних масштабов, но со сравнительно высоким качеством руд, содержащих 40-55 % CaF2, часто 10-25 % BaSO4. Важнейшие месторождения: Фонсанте (департамент Вар), Эскаро (Восточные Пиренеи), Монрок и Мулиналь (департамент Тарн). Месторождение Фонсанте (гидротермальное) является единственным в мире, содержащим в рудах в пром. концентрациях (кроме флюорита) до 15-20 % селаит (MgF2). Месторождение представлено системой субширотных жил протяжённостью 400—500 м и мощностью 1-2 м среди гнейсов позднего палеозоя. Жилы составлены в осн. флюоритом, баритом и сульфидами.
Фосфориты. Основная часть запасов фосфоритов, представленных низкосортными рудами (P2O5 2,1-20 %) типа фосфатизованого мела и фосфоритной конкреций, сосредоточена в Парижском бассейне (месторождение Боваль).
Гипс. Крупнейшие месторождения гипса известны в Парижском бассейне (Таверне, Паншар, Вожур). Месторождение Вожур представлено 2 пластами: на глуб. 27 м (мощность 19 м) и 33 м (мощность 6 м).
Каолин. Большие запасы каолина локализуются главным образом на месторождении высококачественного сырья Бретани (Кессуа в департаменте Кот-дю-Нор; Плоэрмель в департаменте Морбиан; Берьен в департаменте Финистер), а также в Центральном массиве.
Тальк. Франция занимает одно из ведущих мест в мире по запасам талька. Крупнейшие месторождения — Тримун и Люзенак в деп. Арьеж.
Другие полезные ископаемые. Франция имеет также значительные запасы диатомита, полевого шпата (месторождение Сен-Шеле-д’Апше в деп. Лозер), андалузита (месторождение Гломель в деп. Кот-дю-Нор), кианита, кварцевых песков, известняка, строительных материалов (облицовочные камни, гравий, песок, кровельный сланец) битуминозных известняков (месторождения Авежан в департаменте Гар и Пон-дю-Шато в департаменте Пюи-де-Дом).